# آسیب آلت تناسلی مردانه
آسیب آلت تناسلی مردانه (به انگلیسی: Penile injury) یک فوریت پزشکی است که آلت مردی را تحت تأثیر قرار می‌دهد. رایج‌ترین آنها شامل شکستگی، کش آمدگی، فشردگی، گیر افتادن و سوختگی و قطع عضو است.

## گستردگی
تروماهای نافذ و غیرنافذ در مجموع تقریباً ۹۰ درصد (هر کدام ۴۵ درصد) از صدمات آلت تناسلی در شهروندان را تشکیل می‌دهند و ۱۰ درصد باقیمانده شامل سوختگی و سایر حوادث است.

## انواع

### شکست، شکستگی

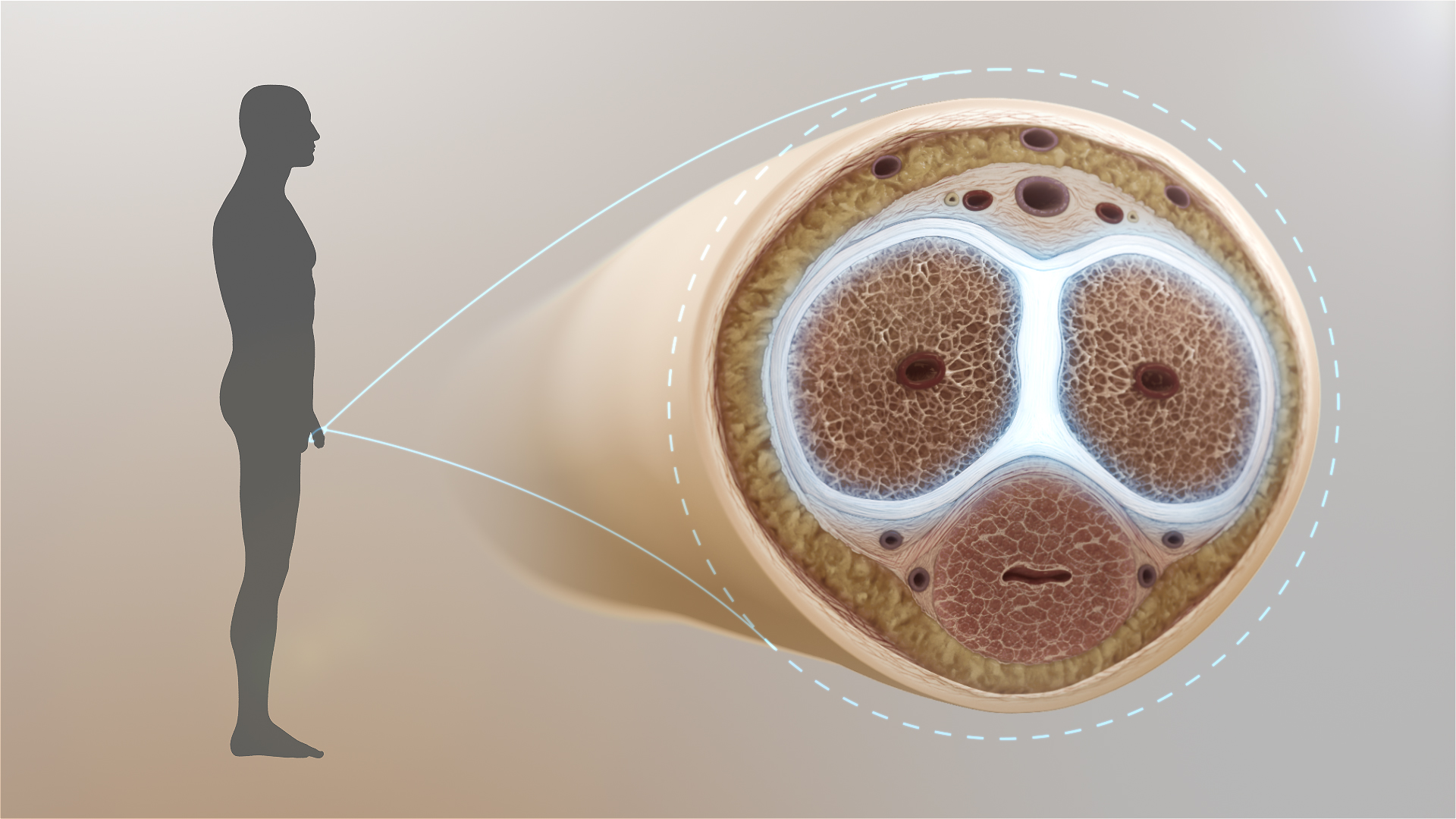
عکسی از یک انیمیشن پزشکی سه بعدی که تونیکا آلبوژینیا را نشان می‌دهد.

شکستگی آلت تناسلی در نتیجه پارگی تونیکا آلبوژینه است. که نسبتاً نادر است و می‌توانند با پارگی جزئی یا کامل مجرای ادرار همراه باشد، البته این هم نادر است. آسیب به مجرای ادرار در ۱۰–۳۸٪ موارد رخ می‌دهد. شکستگی‌ها با جراحی اورژانسی درمان می‌شوند و با سونوگرافی قابل تشخیص هستند، به خصوص در موارد کودکان. شکستگی آلت تناسلی در اثر ضربه به آلت تناسلی در حالت نعوظ ایجاد می‌شود، معمولاً در وضعیتی که پذیرنده در بالا قرار گرفته و ناگهان پایین می‌آید یا با خم شدن ناگهانی شریک پذیرنده به سمت جانبی در طول آمیزش جنسی، یا در طول خودارضایی. این صدمه با صدای بلند در زمان آسیب همراه است که نتیجه پارگی تونیکا آلبوژینیا می‌باشد. علائم دیگر شامل درد شدید، از دست دادن نعوظ و تورم است. نشانه آسیب مجرای ادرار هماچوری (وجود خون یا سلول‌های خونی در ادرار)، خون مردگی و سوزش ادرار است. در صورت عدم درمان، عوارض شامل انحنای دائمی آلت تناسلی، فیستول، دیورتیکول مجرای ادرار، پریاپیسم و اختلال نعوظ در ۲۸ تا ۵۳ درصد موارد ایجاد می‌شود.

### دگل زدایی و دور زدن

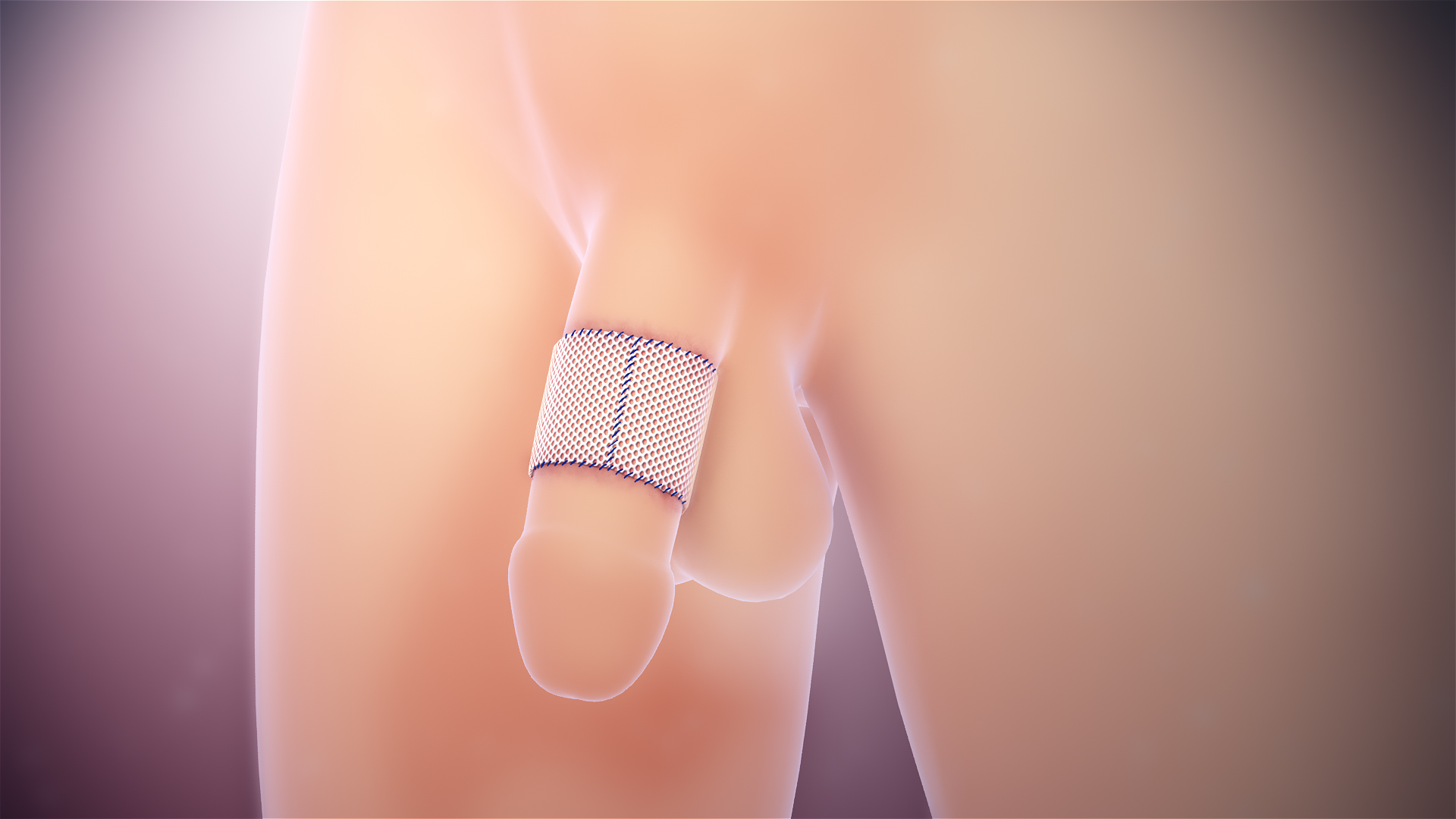
انیمیشن پزشکی سه بعدی پیوند پوست در صورت آسیب آلت تناسلی را نشان می‌دهد.

زخم‌زدایی و برداشتن پوست شامل برداشتن پوست آلت تناسلی است که یک فرایند پزشکی اورژانس جدی است. درمان این آسیب شامل بخیه پوست پاره شده یا پیوند پوست برای جایگزینی پوست از دست رفته در آسیب است. گرافت‌های پوستی در تلاش برای حفظ عملکرد نعوظ و احساس ساخته شده‌اند.

### آسیب‌های بافت نرم

#### فشردگی

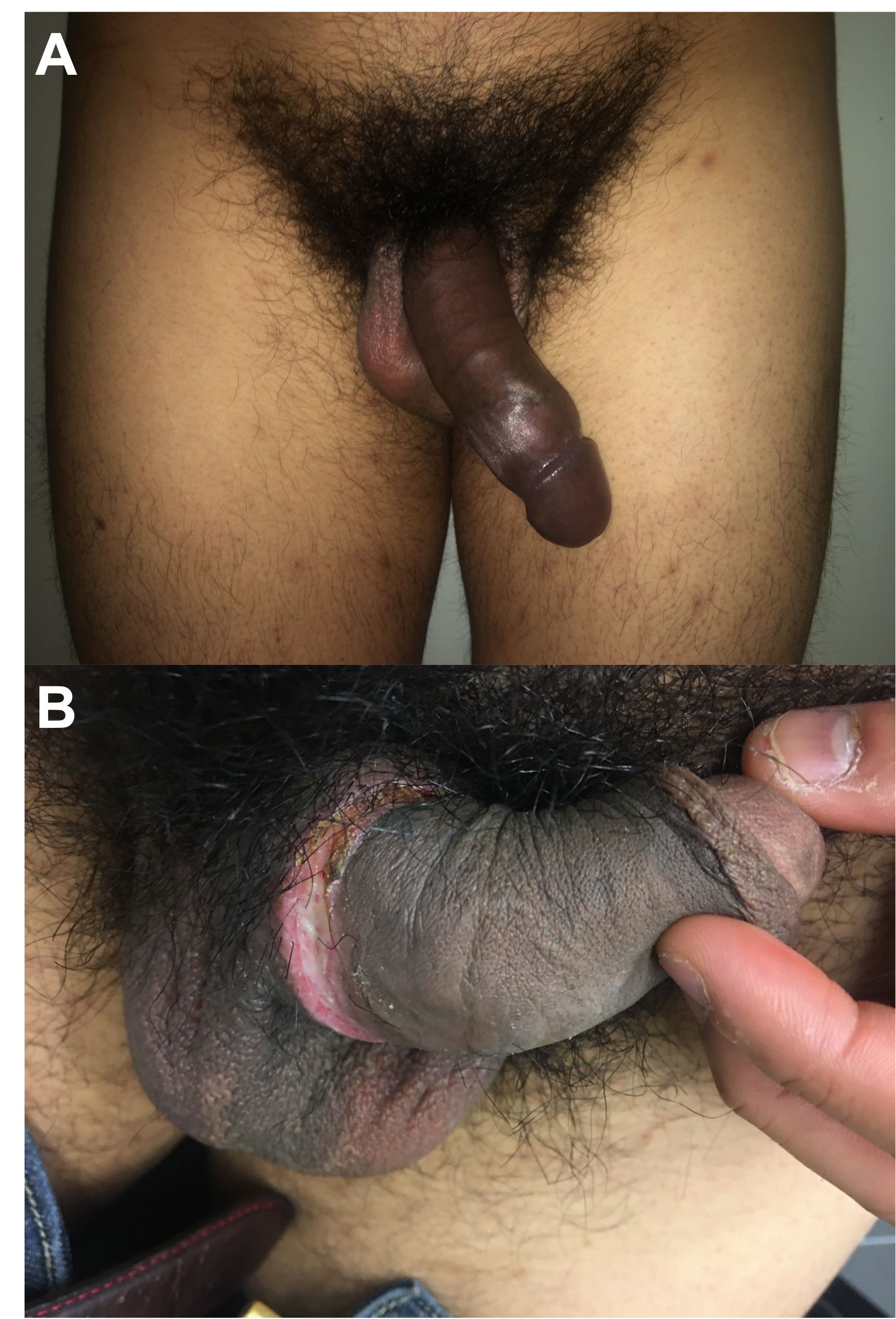
(A) یک مورد خفه گی آلت تناسلی توسط یک کش در ریشه آلت تناسلی. وریدها و شریان‌ها فشرده شدند. (B) زخم آلت تناسلی در پایین آلت تناسلی یک هفته پس از برداشتن جسم احاطه شده. خفه شدن باعث از بین رفتن دائمی حس آلت تناسلی شد.

آسیب‌های حاصل از فشردگی (خفه‌کردن) آلت تناسلی که به آن آسیب‌های حبس نیز می‌گویند، ناشی از مو، باند لاستیکی یا اشیاء دیگر، دومین آسیب شایع بافت نرم در کودکان است. به دلیل آناتومی آلت تناسلی، تشخیص خفه شدن توسط مو ممکن است سخت باشد. موهایی که باعث خفه شدن می‌شوند ممکن است در زیر شیار تاجی پنهان شوند اگر متورم شوند. در بزرگسالان، صدمات خفگی که نیاز به درمان پزشکی دارند، می‌تواند ناشی از اشیاء مختلفی که معمولاً برای ارضای جنسی، افزایش زمان نعوظ یا شب ادراری استفاده می‌شوند باشد، از جمله حلقه‌های فلزی که باید با ابزارهای برش تخصصی برداشته شوند. این شی را می‌توان گاهی با برداشتن فشار از آلت تناسلی نیز خارج کرد. از آنجایی که عروق آلت تناسلی تحت فشار قرار گرفته، انواعی از عوارض ممکن است بروز کند، بسته به اینکه وریدها، شریان‌ها یا هر دو فشرده شده باشند، از جمله انسداد عروقی خفیف و برگشت‌پذیر. نکروز ایسکمیک؛ قانقاریا و آسیب کلیه؛ لنف ادم؛ زخم فیستول مجرای ادراری، از دست دادن حس؛ آسیب مجرای ادرار؛ سپسیس و آمپوتاسیون خودکار.
صدمات خفه شدن آلت تناسلی که نیاز به مراقبت پزشکی دارند نادر هستند: از اولین گزارش آنها در سال ۱۷۵۵، تقریباً ۶۰ تا ۱۲۰ مورد بوده است. اگرچه معمولاً حاد است، اما درمان موارد خفگی مزمن و موارد حاد تا یک ماه گزارش شده است.
اشیاء مختلفی در موارد خفگی دخیل بوده است:
- حلقه ازدواج[۱۰][۱۱]
- حلقه فولادی[۱۲][۱۳][۱۴]
- بطری[۱۵]
- کمربند پاکدامنی

#### به دام افتادن
شایع‌ترین آسیب بافت نرم، آسیب حاصل از گیر کردن در زیپ لباس است. این آسیب‌ها به ویژه در کودکان خردسالی که ختنه نشده و بی دقت هستند شایع است. درمان با بی‌حسی موضعی و برداشتن زیپ با استفاده از کاتر استخوان، چرب کردن یا اره برقی، و درمان بافت آسیب دیده انجام می‌شود این در افراد ختنه شده کمتر بروز می‌کند.شایان ذکر است اگر به موقع درمان نشود، بافت آسیب دیده می‌تواند متورم و عفونی شود. در برخی موارد، ختنه اضطراری ضروری است.

#### موارد دیگر
سایر آسیب‌های بافت نرم آلت تناسلی می‌تواند ناشی از سوختگی، گاز گرفتن حیوان و انسان باشد. گاز گرفتگی حیوانات در کودکان شایع است و سگ بیشترین حیوانی است که مشکل را ایجاد می‌کند. گرچه به‌طور معمول شدید نیست، اما گاز حیوانات می‌تواند باعث قطع عضو یا عفونت شود.درمان گاز گرفتگی شامل درمان با آنتی‌بیوتیکی برای پیشگیری از عفونت آتی و پانسمان زخم است.
سوختگی آلت تناسلی می‌تواند بسیار شدید باشد و اغلب نیاز به مراقبت‌های تخصصی در بخش سوختگی دارد تا از انقباضات، زخم‌های شدید یا سایر عوارض از جمله لنف ادم، هیپوسپادیاس یا نکروز جلوگیری شود. درمان می‌تواند شامل دبریدمان، پیوند پوست، آنتی‌بیوتیک‌ها و استفاده از کاتتر سوپراپوبیک باشد. آلت تناسلی به دلیل پوست نازکی که دارد، مستعد سوختگی‌های درجه سه است. سوختگی آلت تناسلی معمولاً با سایر سوختگی‌های شدید همراه است. بیشتر سوختگی‌های حرارتی آلت تناسلی، سوختگی‌های درجه یک یا دو ناشی از آتش هستند. البته گاهی توسط روغن داغ یا آب جوش ایجاد می‌شوند. سوختگی ناشی از برق گرفتگی معمولاً عمیق‌تر از سوختگی‌های حرارتی هستند و نیاز به برداشتن بافت وسیع تری دارند.

### قطع عضو
قطع آلت تناسلی می‌تواند جزئی یا کامل باشد. اغلب توسط افراد مبتلا به بیماری روانی در مورد خودشان است، ممکن است با آسیب‌های دیگر مانند حمله یا حادثه کاری رخ دهد. این آسیب‌ها در صورت امکان با کاشت مجدد، با یا بدون آناستوموز عروق برای بازیابی عملکرد نعوظ درمان می‌شوند. نکروز پوست و از دست دادن حس از عوارض شایع پس از درمان است. میکروسرجری (ریزجراحی) روی عروق خطر نکروز را به میزان قابل توجهی کاهش می‌دهد. سندرم کلینگسور یک اختلال روان‌پزشکی است که باعث آسیب به خود می‌شود که ممکن است شامل صدمه به آلت تناسلی نیز بشود. اسکیزوفرنی پارانوئید، اختلالات خوردن، و روان پریشی نیز می‌توانند با آسیب آلت تناسلی مرتبط باشند. در برخی موارد، افراد تراجنسیتی که امکان دسترسی به جراحی دستگاه تناسلی ندارند ممکن است آلت تناسلی خود را قطع کنند. عوامل پیش آگهی مطلوب برای کاشت مجدد آلت تناسلی قطع شده عبارتند از: زمان ایسکمیک کوتاه و برش تمیز (برخلاف آسیب له شدن یا برش ناهموار).
پیوند آلت تناسلی قطع شده می‌تواند تا ۲۴ ساعت پس از آسیب انجام شود، هرچند زمان کمتر از ۱۶ ساعت ایسکمی سرد یا ۶ ساعت ایسکمی گرم به بهترین نتایج منجر می‌شود. اگر پیوند امکان‌پذیر یا مطلوب نباشد، می‌توان استامپ آلت تناسلی را بسته و بعداً عمل فالوپلاستی را انجام داد.

### پارگی
صدمات پارگی می‌تواند در اثر تصادفات در حین فعالیت‌های جنسی (معمولاً توسط اجسام خارجی وارد شده به مجرای ادرار)، توسط سلاح‌ها (به عنوان مثال گلوله) در زمان جنگ یا با چاقو ایجاد شود. این آسیب‌ها می‌توانند شدت متفاوتی شامل سطحی یا عمیق باشند یا بافت‌های نرم و/یا مجرای ادرار را تحت تأثیر قرار دهند یا خیر. در ۵۰ درصد موارد مجرای ادرار آسیب می‌بیند. صدمات پارگی و سوراخ شدگی تقریباً ۴۵ درصد از آسیب‌های موارد غیرنظامی را تشکیل می‌دهد.

## طبقه‌بندی
| درجه | شرح آسیب                                                                                  |
| ---- | ----------------------------------------------------------------------------------------- |
| I    | آسیب سطحی به پوست (پارگی یا کوفتگی)                                                       |
| II   | آسیب عمیق / خم شدگی، بدون از دست دادن بافت                                                |
| III  | بریدگی یا پارگی مجرای ادرار، سطحی یا عمیق، یا آسیب به مجرای ادرار کمتر از ۲ سانتی‌متر طولی |
| IV   | پنکتومی جزئی (آمپوتاسیون) یا آسیب عمیق/ مجرای ادرار بیش از ۲ سانتی‌متر طولی                |
| V    | پنکتومی کامل (آمپوتاسیون یا جایگزینی)                                                     |

## علل
علل آسیب آلت تناسلی عمدتاً مانند سایر علل تروما است. هرچند، آسیب به آلت تناسلی بیشتر در طول رابطه جنسی و خودارضایی رخ می‌دهد. نعوظ‌های شبانه و هنگام خواب می‌تواند یکی دیگر از دلایل آسیب به آلت تناسلی باشد. حوادث در محل کار یا تصادف خودرویی نیز می‌تواند باعث آسیب به آلت تناسلی شود. خودزنی ممکن است شامل آلت تناسلی نیز بگردد.

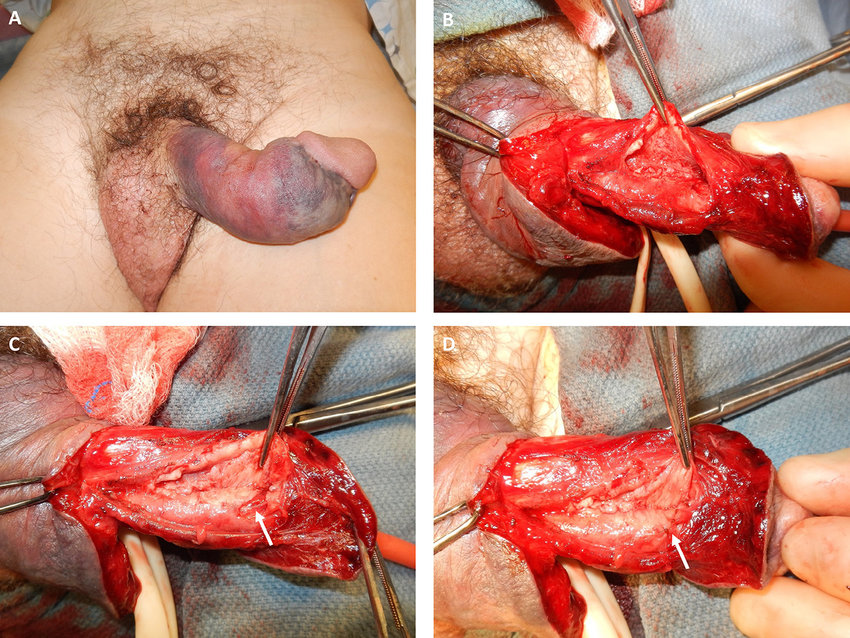
شکل غیرعادی منحنی، بزرگ، آلت تناسلی. بادمجان رنگ شدن آن

## تشخیص
بیشتر ترومای آلت تناسلی را می‌توان با شرح حال و معاینه فیزیکی، شنیدن صدا، درد فوری آلت تناسلی، متورم، کبودی (بادمجانی شدن) تشخیص داد، برخی ممکن است متوجه وجود خون در مجرای ادرار شوند. در برخی موارد، سونوگرافی می‌تواند میزان آسیب را نشان دهد و به پزشک کمک کند تا تصمیم بگیرد که آیا فرد آسیب دیده به درمان جراحی نیاز دارد یا خیر. مهم این است که آسیب مجرای ادرار را در افرادی که آسیب آلت تناسلی دارند بررسی کنیم، زیرا این یک مورد اورژانس اورولوژیکی است که در صورت عدم درمان ممکن است منجر به عوارض مهمی شود.

## رفتار
نوع آسیب روش درمان را تعیین می‌کند. با این حال، جراحی یک درمان رایج است. بیشتر آسیب‌های تروماتیک آلت تناسلی نیاز به جراحی ترمیم اورژانسی برای جلوگیری از عوارض و حفظ عملکرد آلت تناسلی از نظر جنسی و اورولوژی دارند.
کاتتریزاسیون معمولاً بخشی از درمان آسیب‌های آلت تناسلی است. هنگامی که مجرای ادرار سالم است، ممکن است از کاتتریزاسیون (سوند ادراری) برای مجرای ادرار استفاده شود، اما اگر مجروح شده باشد، از کاتتریزاسیون سوپراپوبیک استفاده می‌شود. برخی از جراحات، از جمله گازگرفتگی حیوانات، با آنتی‌بیوتیک، پانسمان و واکسن هاری درمان می‌شوند.

## عوارض
عوارض شایع آسیب آلت تناسلی عبارتند از: اختلال در نعوظ، انحنای غیرطبیعی آلت تناسلی، آبسه آلت تناسلی، تشکیل پلاک‌های فیبروتیک، نعوظ دردناک، تنگی مجرای ادرار، فیستول مجرای ادراری یا بدنی مجرای ادراری.